# Adam Savage
Pour les articles homonymes, voir Savage.
Adam Whitney Savage (né le 15 juillet 1967) est un concepteur et fabricant d'effets spéciaux, acteur, éducateur et personnalité et producteur de télévision américain, surtout connu comme l'ancien co-animateur (avec Jamie Hyneman) des séries télévisées MythBusters et Unchained Reaction de Discovery Channel Son travail de modéliste est apparu dans des films importants, notamment Star Wars : Épisode II - Attaque des clones et The Matrix Reloaded. Il anime l'émission télévisée Savage Builds, dont la première a été diffusée sur Science Channel le 14 juin 2019 Il est surtout actif sur la plateforme Adam Savage's Tested, qui comprend un site web et une chaîne YouTube.